# Kuma (affluente della Konda)
La Kuma (in russo Кума?) è un fiume della Siberia Occidentale, affluente di destra della Konda (bacino idrografico dell'Irtyš). Scorre nel Kondinskij rajon del Circondario autonomo degli Chanty-Mansi-Jugra, in Russia.
La Kuma ha origine dalla palude Kuminskoe (a un'altitudine di 85 m) e scorre in una pianura paludosa. Ha una lunghezza di 530 km e il suo bacino è di 7 750 km². Sfocia nella Konda a 394 km dalla foce.